# Stadionul Romcomit
Stadionul Romcomit – nieistniejący już stadion piłkarski w Bukareszcie, stolicy Rumunii. Istniał w latach 1923–1934. Mógł pomieścić 15 000 widzów. Swoje spotkania rozgrywali na nim piłkarze klubu Juventus Bukareszt.
Stadion został wybudowany w latach 1922–1923. Początkowo na stadionie grali piłkarze klubu Romcomit Bukareszt. W 1924 roku po fuzji Romcomitu z zespołem Triumf Bukareszt powstał Juventus Bukareszt, który odtąd stał się gospodarzem obiektu. W 1930 roku drużyna ta zdobyła Mistrzostwo Rumunii. W 1933 roku stadion, jako pierwszy w Rumunii został wyposażony w sztuczne oświetlenie. W 1934 roku obiekt został jednak rozebrany by zrobić miejsce pod budynek Wydziału Prawa Uniwersytetu Bukareszteńskiego. Na stadionie dwukrotnie mecze towarzyskie rozegrała piłkarska reprezentacja Rumunii, 1 maja 1925 roku z Turcją (1:2) i 25 kwietnia 1926 roku z Bułgarią (6:1).